# Horodnja
Horodnja (ukrainska: Городня lyssna (fil), ryska: Городня) är en stad i Tjernihiv oblast i norra Ukraina. Staden ligger cirka 49 kilometer nordost om Tjernihiv. Horodnja beräknades ha 11 506 invånare i januari 2022.

## Historia
Horodnja omnämns första gången år 1552 och var under åren 1635–1654 ett polskt administrativt centrum.  År 1705–1782 var ett kosackkompani förlagt till Horodnja. År 1848 anlades ett sockerbruk i staden. Horodnja fick stadsrättigheter år 1957.

## Ekonomi
Industrin tillverkar linfiber, tegel, livsmedel, mejeriprodukter och trävaror.